# Salon aéronautique de Dubaï
Le salon aéronautique de Dubaï (Dubai Air Show) est un salon qui se tient à Dubaï dans les Émirats arabes unis tous les 2 ans. Organisé par Fairs & Exhibitions Ltd, il se tient depuis 1989 avec la coopération du département de l'aviation civile de l'émirat de Dubaï, de l'aéroport international de Dubaï et la collaboration des forces armées des Émirats arabes unis. 
Le salon qui a débuté avec 200 exposants et 25 aéronefs en 1989, accueillait en 2009, 890 exposants de 47 pays et une centaine d'appareils.

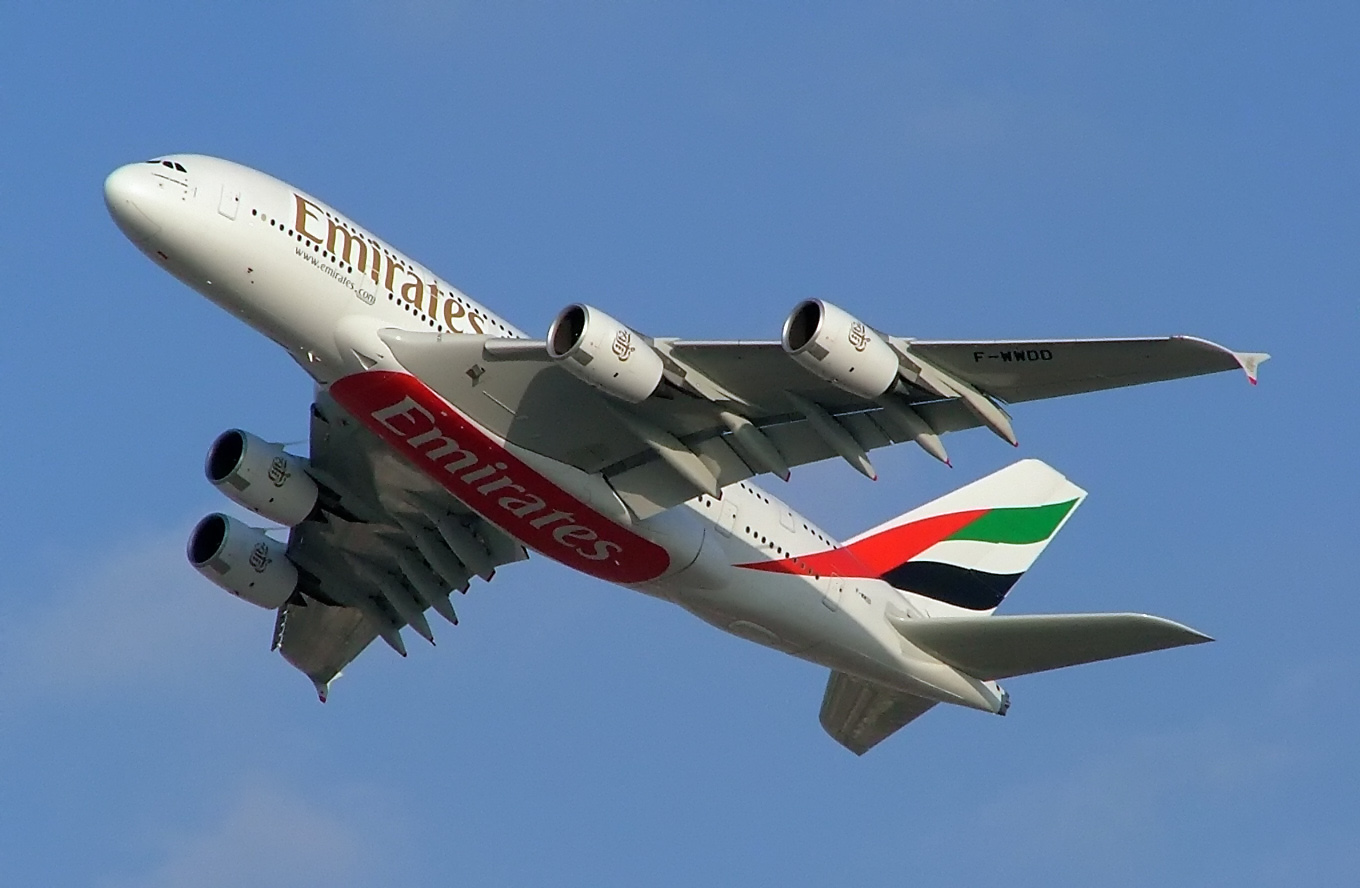
Un Airbus A380 peint aux couleurs d'Emirates lors du salon de 2005.

## Salon 2005
La principale attraction du salon de 2005 (20-24 novembre), était le nouvel Airbus A380 apparu aux couleurs d'Emirates (compagnie basée à Dubaï et plus gros client de l'A380 à cette date). Plus de 30 000 visiteurs de 100 pays ont assisté à cette édition.